# Moonlight Escape
"Moonlight Escape" é um single da banda de rock japonesa Buck-Tick. Foi lançado em 26 de agosto de 2020 pela Lingua Sounda (Victor Entertainment) em três edições: uma edição regular e duas edições limitadas, A e B. As faixas fazem parte do álbum Abracadabra.

## Visão geral
A edição limitada A acompanha um Blu-ray e a edição limitada B vem com um DVD, ambos contendo o videoclipe da música "Moonlight Escape".
As gravações começaram logo após o lançamento do single "Datenshi", mas tiveram de enfrentar uma pausa por conta da pandemia de COVID-19. O álbum estava previsto para ser lançado no verão (inverno no hemisfério sul), mas foi lançado no outono (primavera no hemisfério sul).
A faixa de lado B "Kogoeru" (凍える) foi escolhida para ser o tema de encerramento do drama Yami Shibai.

## Recepção
Alcançou o décimo terceiro lugar na Oricon Singles Chart, permanecendo na parada por seis semanas.

## Faixas
Todas as letras escritas por Atsushi Sakurai. 
| N.º            | Título             | Música           | Duração |  |
| 1.             | "Moonlight Escape" | Hisashi Imai     | 4:12    |  |
| 2.             | "Kogoeru" (凍える) | Hidehiko Hoshino | 4:20    |  |
| Duração total: | Duração total:     | Duração total:   | 8:32    |  |

| Faixa bônus da edição limitada (DVD) |                                 |         |  |
| N.º                                  | Título                          | Duração |  |
| 3.                                   | "Moonlight Escape" (Videoclipe) | 4:10    |  |

## Créditos
- Atsushi Sakurai - vocal
- Hisashi Imai - guitarra solo
- Hidehiko Hoshino - guitarra rítmica
- Yutaka Higuchi - baixo
- Yagami Toll - bateria